# Fänneslunda-Grovare kyrka
Fänneslunda-Grovare kyrka är en kyrkobyggnad på gränsen mellan samhällena Fänneslunda och Grovare i Ulricehamns kommun. Den tillhör sedan 2006 Södra Vings församling (tidigare Fänneslunda församling) i Skara stift.

## Bakgrund
Från myndigheternas sida ville man 1835 att församlingarna i Härna, Fänneslunda och Grovare skulle gå samman och bygga en ny kyrka som ersättning för de då otillräckliga medeltida kyrkorna. Emellertid blev det inget nytt kyrkbygge förrän på 1870-talet och då bara för Fänneslunda och Grovare. 

## Kyrkobyggnaden
Kyrkan uppfördes 1874 efter ritningar av arkitekt Johan Fredrik Åbom och placerades mellan de båda socknarna i Sånningared. Den består av ett stort långhus med ett smalare och lägre kor i öster som är rundat. I väster finns ett kraftigt torn med öppen lanternin och i norr finns en tillbyggd sakristia. Kyrkans sadeltak är täckt med tvåkupigt lertegel. Under tegelbeläggningen finns tidigare beläggning av spån. Interiören har empirkaraktär.
På 1930-talet försågs koret med kalkmålningar utförda av John Hedæus från Borås. Motiven är Jesu korsfästelse och Kristi förklaring.

## Inventarier
- Ritningar till predikstolen och en del annan inredning är gjorda av Johan Fredrik Åbom.
- Dopfunten från Fänneslunda är tillverkad i sandsten i slutet av 1100-talet och har engelska stildrag. Den är i två delar och 84 cm hög. Cuppan är cylindrisk med skrånande undersida. Runt livet finns en fris med elva cirklar som var och en innehåller åttadelade stjärnor. På undersidan dubbla ritsade zig-zag-band. Foten är skivformad med buktande översida och dekorerad med dubbla zig-zag-band. Det cylindriska skaftet är dekorerat med flätornament. Centralt uttömningshål.*Dopfunten från Fänneslunda är tillverkad i sandsten i slutet av 1100-talet och har engelska stildrag. Den är i två delar och 84 cm hög. Cuppan är cylindrisk med skrånande undersida. Runt livet finns en fris med elva cirklar som var och en innehåller åttadelade stjärnor. På undersidan dubbla ritsade zig-zag-band. Foten är skivformad med buktande översida och dekorerad med dubbla zig-zag-band. Det cylindriska skaftet är dekorerat med flätornament. Centralt uttömningshål.
- Dopfunten från Grovare är av sandsten och tillverkad under 1100-talet i två delar. Höjd: 85 cm. Upphovsman är stenmästaren Andreas skola. Han är känd till namnet genom att han signerat två av sina dopfuntar: de som ursprungligen tillhört Gällstad och Finnekumla kyrkor, idag på Statens historiska museum. Cuppan är cylindrisk med skrånande undersida. Livet är indelat i åtta arkadfält med följande figurer och scener: fransk stående lilja, Mikaels strid med draken, fågel, palmett, Guds lamm, gammal man med skägg och gloria, yngre man med gloria, Kristus i dopscen. Foten är rund, skivformad och med skrånande översida som indelats av koncentriska dubbla ritsar. Centralt uttömningshål.[1]

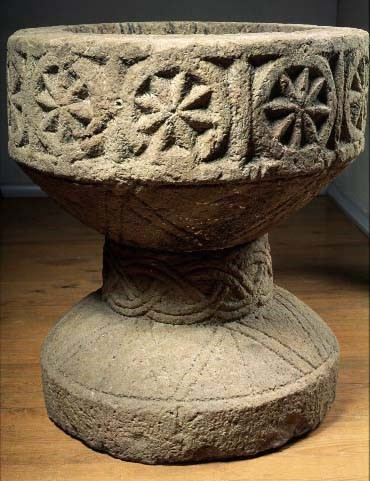
Fänneslunda dopfunt
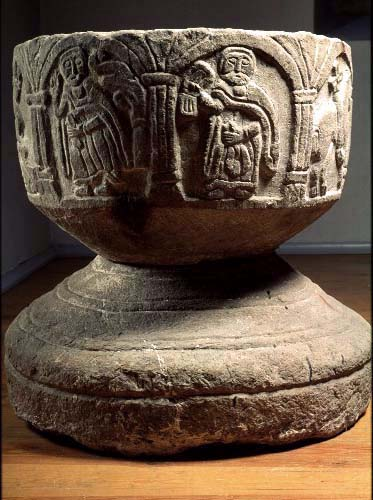
Dopfunten från Grovare
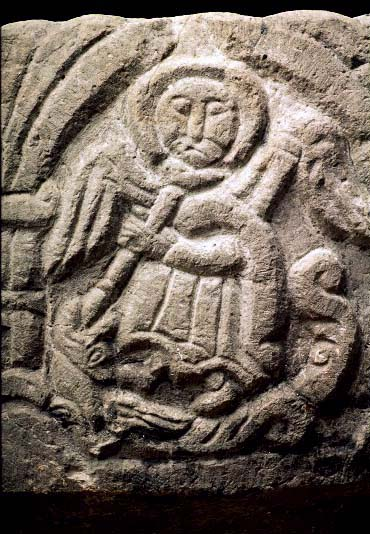
Detalj: Mikaels kamp med draken.

### Motiv på Grovarefunten

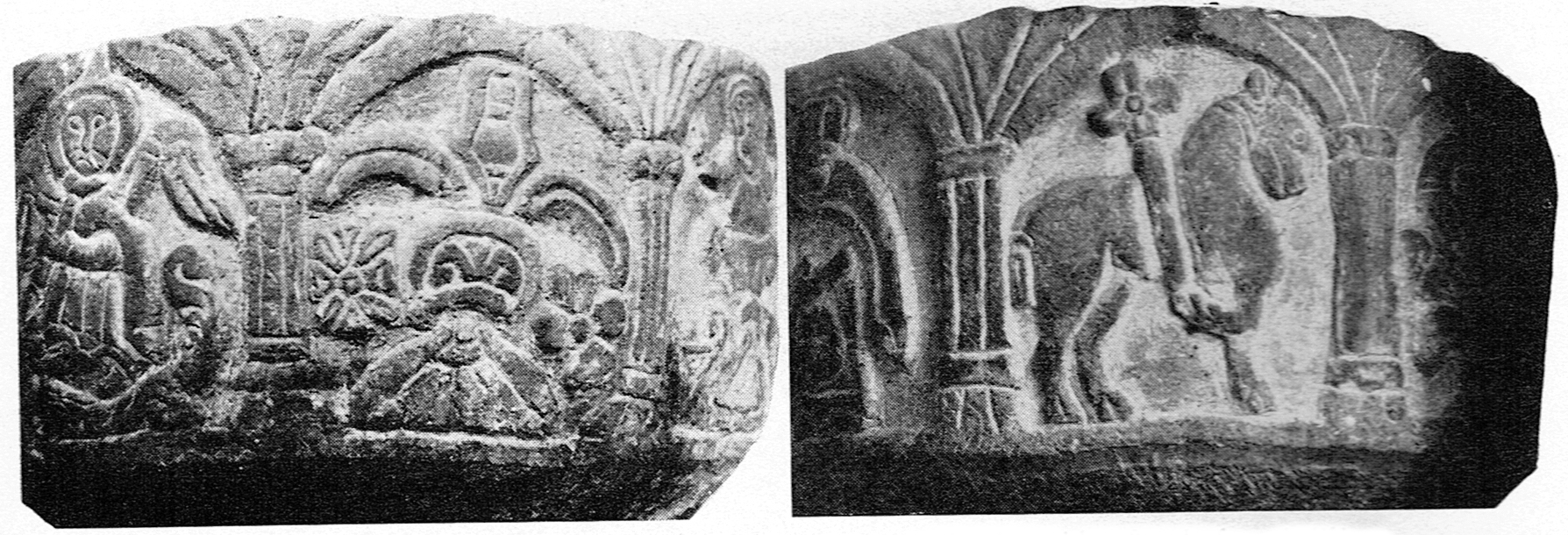
Ärkeängeln Mikaels strid med draken (Satan), fransk lilja och  Guds lamm (Agnus Dei)
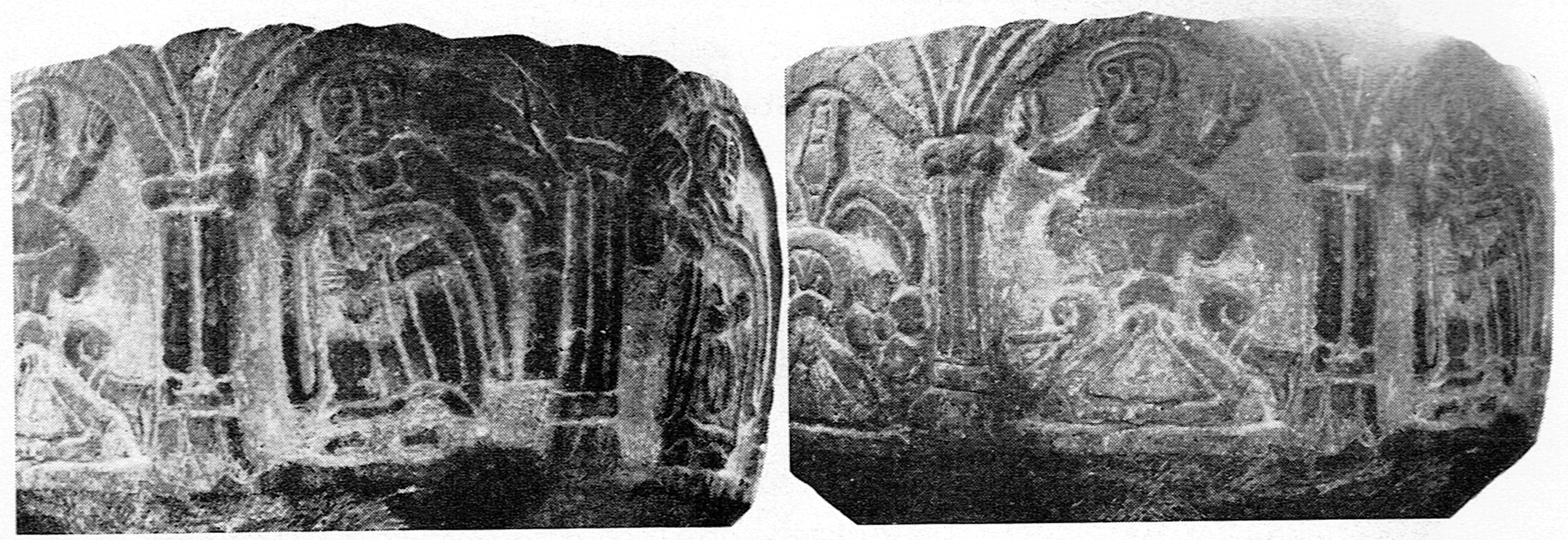
Präst och Kristus i en dopscen

### Klockor
- Lillklockan är av en senmedeltida normaltyp. Den har endast ett tomt skriftband och är för övrigt helt slät.[2]

### Orgel
- Orgeln byggdes 1857 av Johan Nikolaus Söderling för Saleby kyrka. Den köptes 1896 och flyttades till Fänneslunda-Grovare där den sattes upp på läktaren i sydväst. I originalutförande var pedalomfånget C-f0 med bihangspedal. Oktavkoppel tillkom troligen i samband med flytten 1896. Vid en renovering 1983, utförd av Tostareds Kyrkorgelfabrik, utökades pedalomfånget till C-d1 med nytillverkat pedalbord och pedalen gjordes slälvständig. Den ljudande fasaden är samtida med orgeln. Instrumentet har sex stämmor, fördelade på manual och pedal.[3]

## Kyrkoruiner

### Grovare kyrkoruin
Den medeltida kyrkan i Grovare revs 1873, men ruinen grävdes ut 1944 och konserverades. Kyrkan hade varit tornlös med rakavslutat kor och med ett vapenhus i söder.    

### Fänneslunda kyrkoruin
Kyrkan var tornlös med rakavslutat kor i öster byggd i gråsten troligen på 1300-talet i gråsten. Huvudingången låg i den södra långväggen och de få fönstren var små och rundbågiga. I koret fanns ett murat altare med en häll av gråsten. År 1883 lär snidade plankor ha påträffats under golvet, vilket skulle tyda på att det funnits en stavkyrka på platsen. Ruinerna grävdes ut och konserverades 1936.

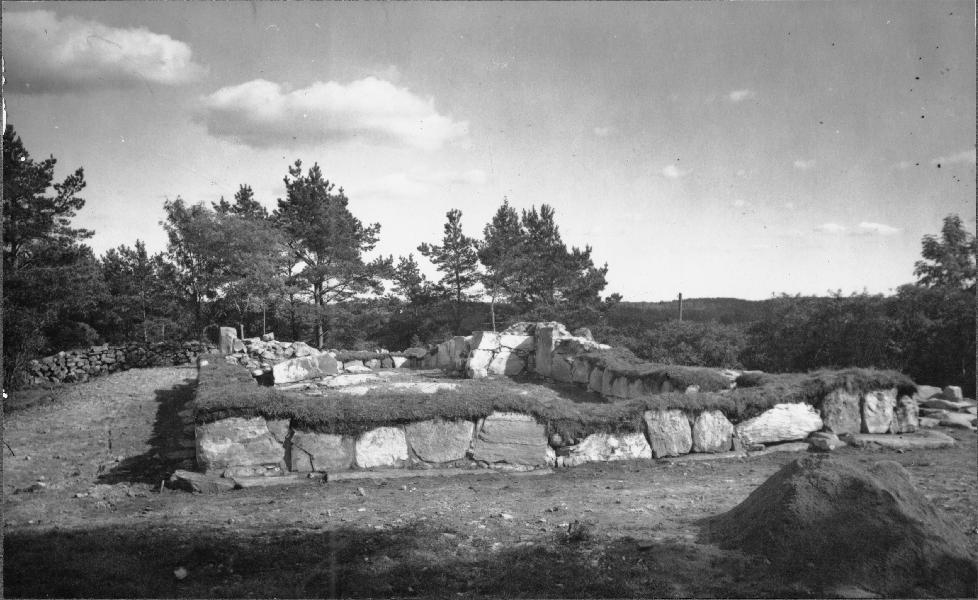
Grovare kyrkoruin från väster efter konservering 1943.
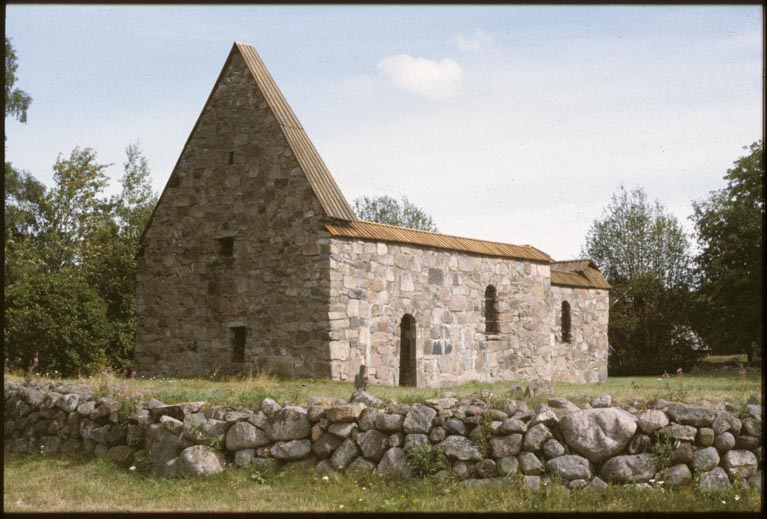
Fänneslunda kyrkoruin med sin muromgärdade ödekyrkogård.
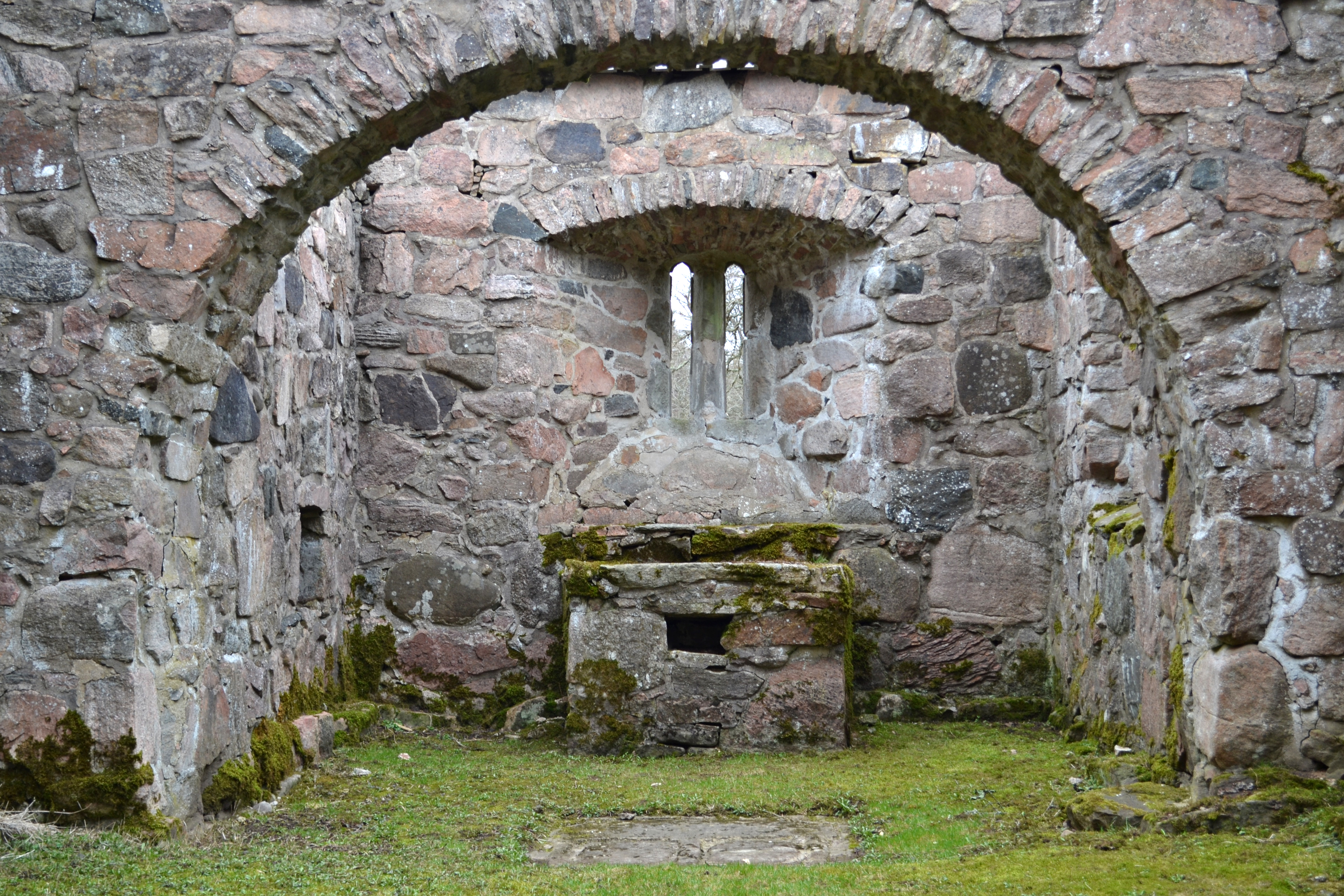
Fänneslunda ruin 2021
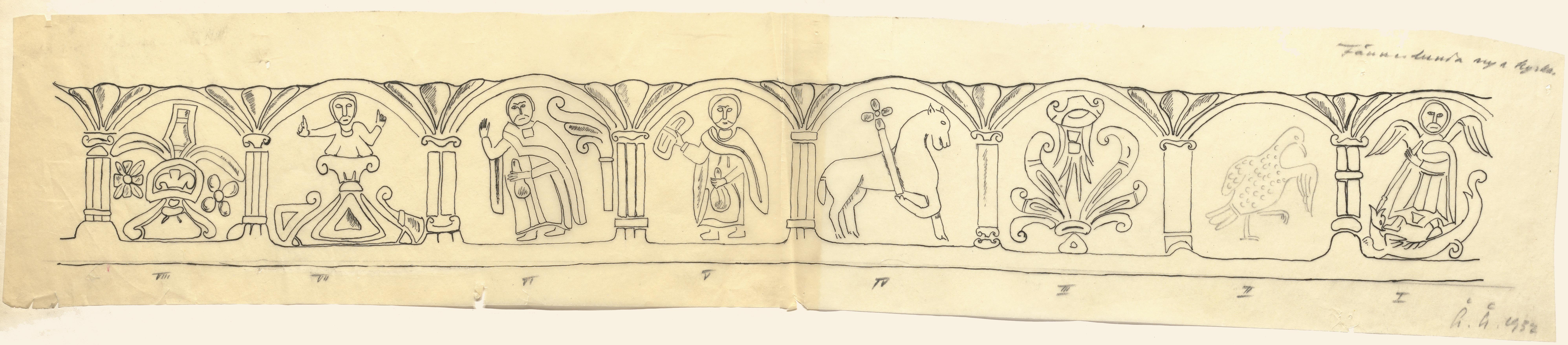
Teckning av motiven på Grovare dopfunt 1932.
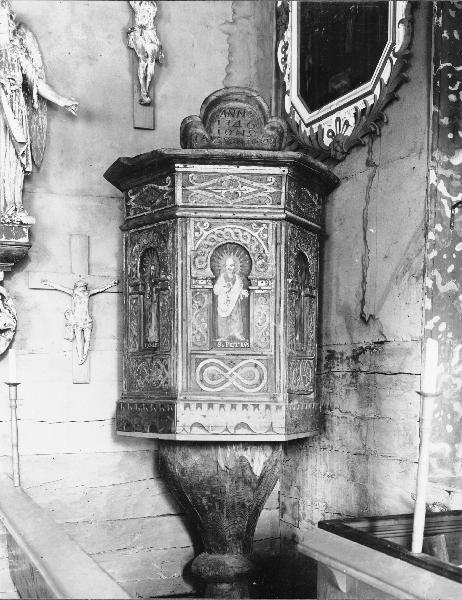
Predisktolen i Fänneslunda gamla kyrka. (1600-tal)
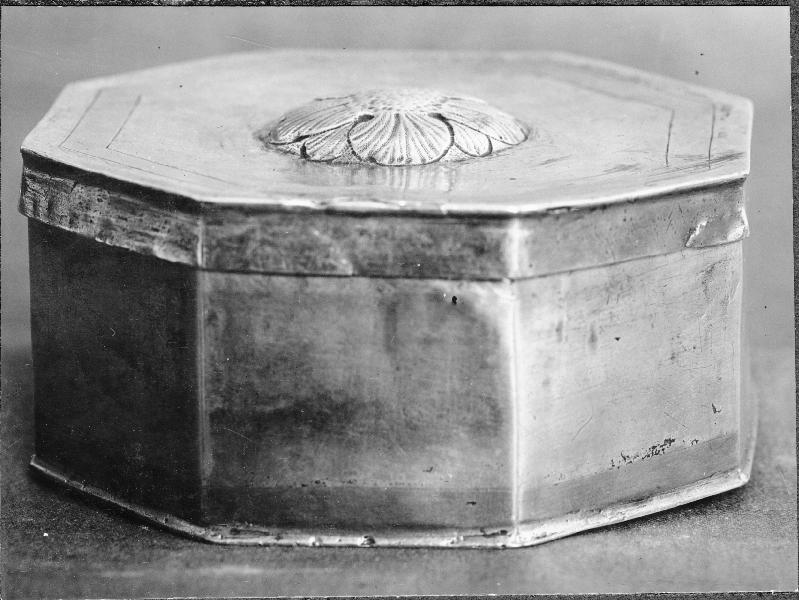
Oblatask, 1600-tal
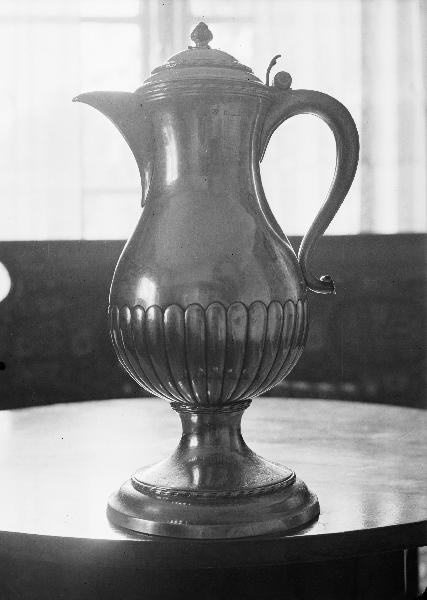
Vinkanna från 1797. Foto: Erik B Lundberg
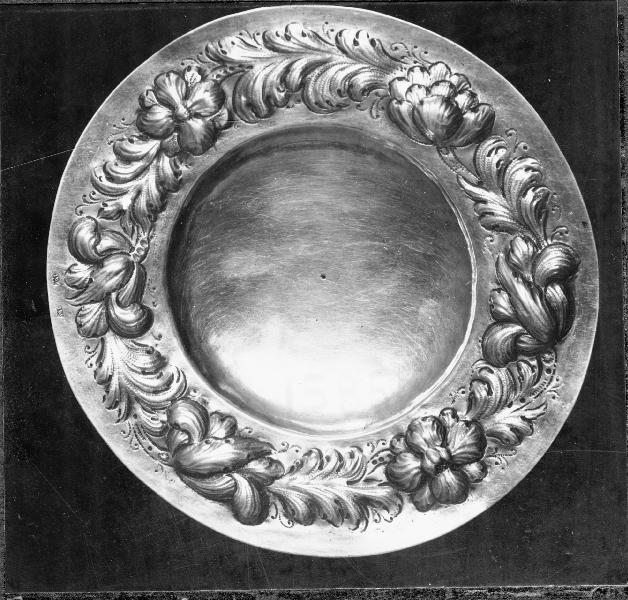
Paten
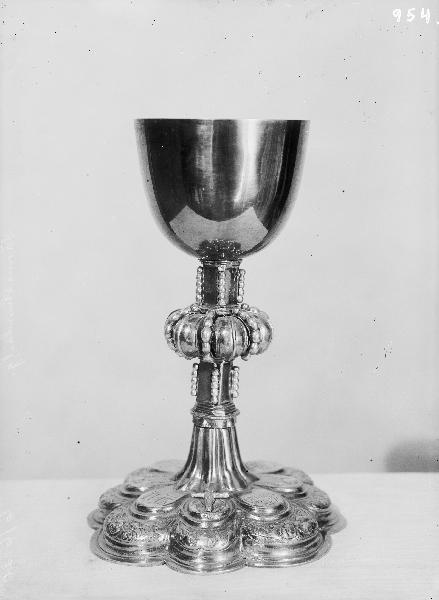
Nattvardskalk från 1688